# الرغيب (دير الزور)
الرغيب قرية سورية تتبع ناحية ذيبان في منطقة الميادين في محافظة دير الزور. بلغ عدد سكانها 3066 نسمة في عام 2004 حسب إحصاء المكتب المركزي للإحصاء.